# Konrad Czerniak
Konrad Czerniak (né le 11 juillet 1989 à Puławy) est un nageur polonais, spécialiste de la nage libre et du papillon.

## Palmarès

### Jeux olympiques
- Jeux olympiques de 2012 à Londres ( Royaume-Uni) :
  - 8e sur 100 m papillon

### Championnat du monde
Grand bassin
- Championnats du monde 2011 à Shanghai ( Chine) :
  -  Médaille d'argent sur 100 m papillon
- Championnats du monde 2013 à Barcelone ( Espagne) :
  -  Médaille de bronze sur 100 m papillon
- Championnats du monde 2015 à Kazan ( Russie) :
  -  Médaille de bronze sur 50 m papillon

### Championnat d'Europe
Grand bassin
- Championnats d'Europe 2010 à Budapest ( Hongrie) :
  -  Médaille de bronze sur 100 m papillon.
- Championnats d'Europe 2014 à Berlin ( Allemagne) :
  -  Médaille d'or sur 100 m papillon
  -  Médaille d'argent sur 50 m nage libre.
- Championnats d'Europe 2016 à Londres ( Royaume-Uni) :
  -  Médaille d'argent sur 100 m papillon.

Petit bassin
- Championnats d'Europe en petit bassin 2011 à Szczecin ( Pologne) :
  -  Médaille d'or sur 50 m nage libre
  -  Médaille d'or sur 100 m papillon
  -  Médaille de bronze sur 50 m papillon